# Hoshi Tōru

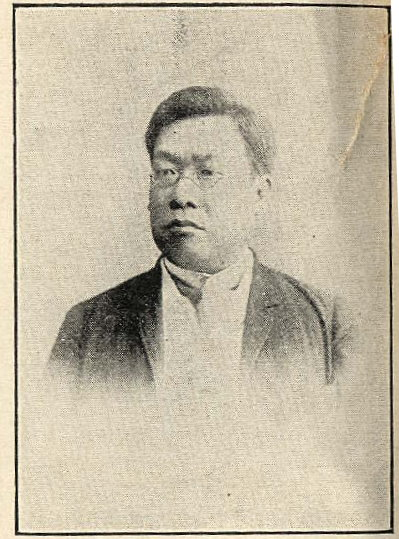
Hoshi Tōru

Hoshi Tōru (japanisch 星 亨; geb. 19. Mai 1850 in Edo (heute Tokio); gest. 21. Juni 1901) war ein japanischer Politiker während  der Meiji-Zeit.

## Leben und Werk
Hoshi Tōru arbeitete nach seinem Jurastudium von 1874 bis 1877 in London als Rechtsanwalt. Gefördert von Mutsu Munemitsu arbeitete er als Rechtsanwalt im Justizministerium. 1881 trat er in die Partei Jiyūtō ein. Er spielte dort eine führende Rolle bei Werbe- und Fundraising-Aktivitäten. Er stand kritisch der Besetzung hoher Ämter durch die Meiji-Oligarchie gegenüber und kam wegen Beleidigung von Regierungsvertretern ins Gefängnis.
1887 wurde er auf Grund des Friedenserlasses aus Tokio verbannt. 1892 wurde er ins Unterhaus des Reichstags gewählt und wurde dessen Sprecher, aber er bald darauf wegen Annahme von Bestechungsgeldern aus der Liste der Parlamentarier gestrichen. 
Hoshi stand in enger Verbindung zu Mutsu Munemitsu und danach mit Itō Hirobumi. Er wurde 1896 Botschafter in den USA, aber als er von der Bildung eines Koalitionskabinetts unter Ōkuma Shigenobu und Itagaki Taisuke erfuhr, kehrte er ohne Genehmeigung 1898 nach Japan zurück. Im Jahr 1900 wirkte er an der Gründung der Rikken Seiyūkai mit und wurde im selben Jahr Kommunikationsminister im 4. Itō-Kabinett. Er kam unter Korruptionsverdacht und musste noch im selben Jahr zurücktreten. Hoshi übernahm daraufhin die Präsidentschaft des Tokyo City Councel. Er wurde von dem Pädagogen Iba Sōtarō (伊庭 想太郎; 1851–1907) ermordet, der ihm Korruption im City Council vorwarf.